# ヤイトムシ目
ヤイトムシ目（学名：Schizomida）は、鋏角亜門クモガタ綱に所属する節足動物の分類群。ヤイトムシ（ヤイトムシ類）と総称される小さな土壌生物である。裂甲類（れっこうるい）ともいう。
サソリモドキと似通った外見を持ち、英名も「short-tailed whipscorpion」（尻尾の短いサソリモドキ/ムチサソリ）と呼ばれている。両者は系統的にも類縁であり、かつてヤイトムシ自体がサソリモドキに含まれた。

## 形態

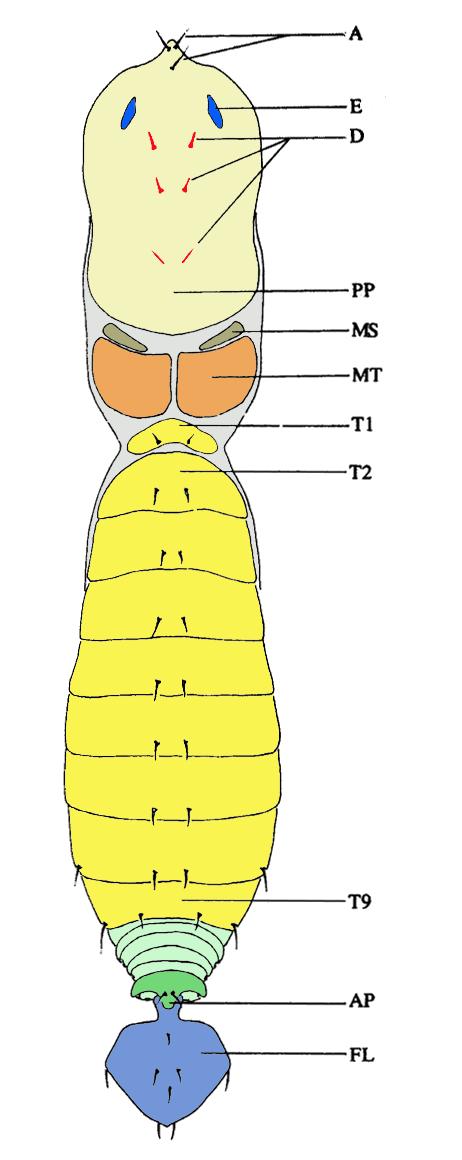
ヤイトムシの体
PP：前背板
MS：中背板
MT：後背板
T1：後体第1節（腹柄）
T2-T9：後体第2-9節
AP：後体第12節（尾部第3節）
FL：尾節（雄）

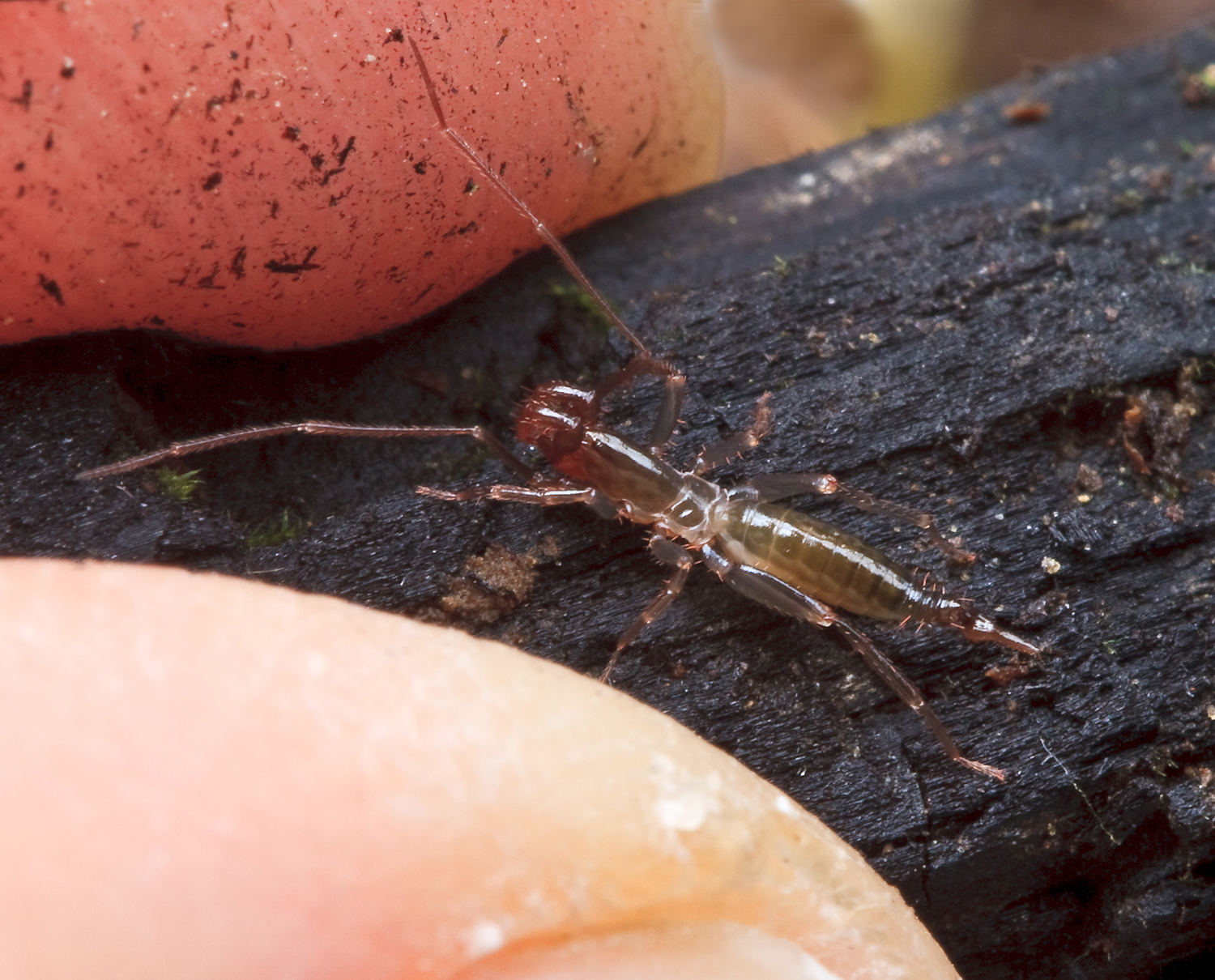
Hubbardia pentapeltis とヒトの指先
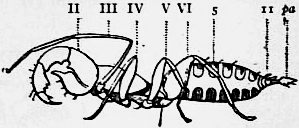
ヤイトムシの側面（II：触肢、III：感覚用の第1脚、IV-VI：歩行用の第2-4脚）

大きさは1cmに満たない小動物である。胴体は縦長く、分節のある前体（頭胸部）と楕円形の後体（腹部）からなり、その間はややくびれる。
前体は細長く、背甲は3セットの「peltidium」という外骨格に分かれる。前の1枚（前背板 propeltidium）は鋏角から第2脚までを覆う。そこにある眼は往々にして退化的であるが、メアキヤイトムシなど有眼の種も少数ながら知られている。残りの2枚（中背板 mesopeltidium・後背板 metapeltidium）はそれぞれ第3と第4脚に対応しており、いずれも更に中心から左右2枚に分かれる。この特徴は「分裂した（schizos）肩（omos）」を意味する学名「Schizomida」の由来ともなる。前体の腹側は、前後に三角形の腹板をもつ。
鋏角はサソリモドキのように、はさみ型に近い亜鎌状となる。触肢は頑強で垂直に畳んだ鎌状となり、捕獲用の付属肢となる。第1脚は細長く歩行には用いず、前に伸ばして触角のように使う。残りの3対の脚は歩行に用いられる。

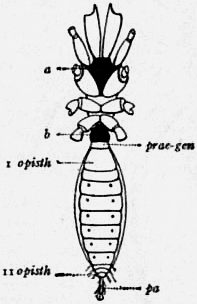
腹面（a-b：腹板、1 opisth：生殖口蓋、pa：尾節
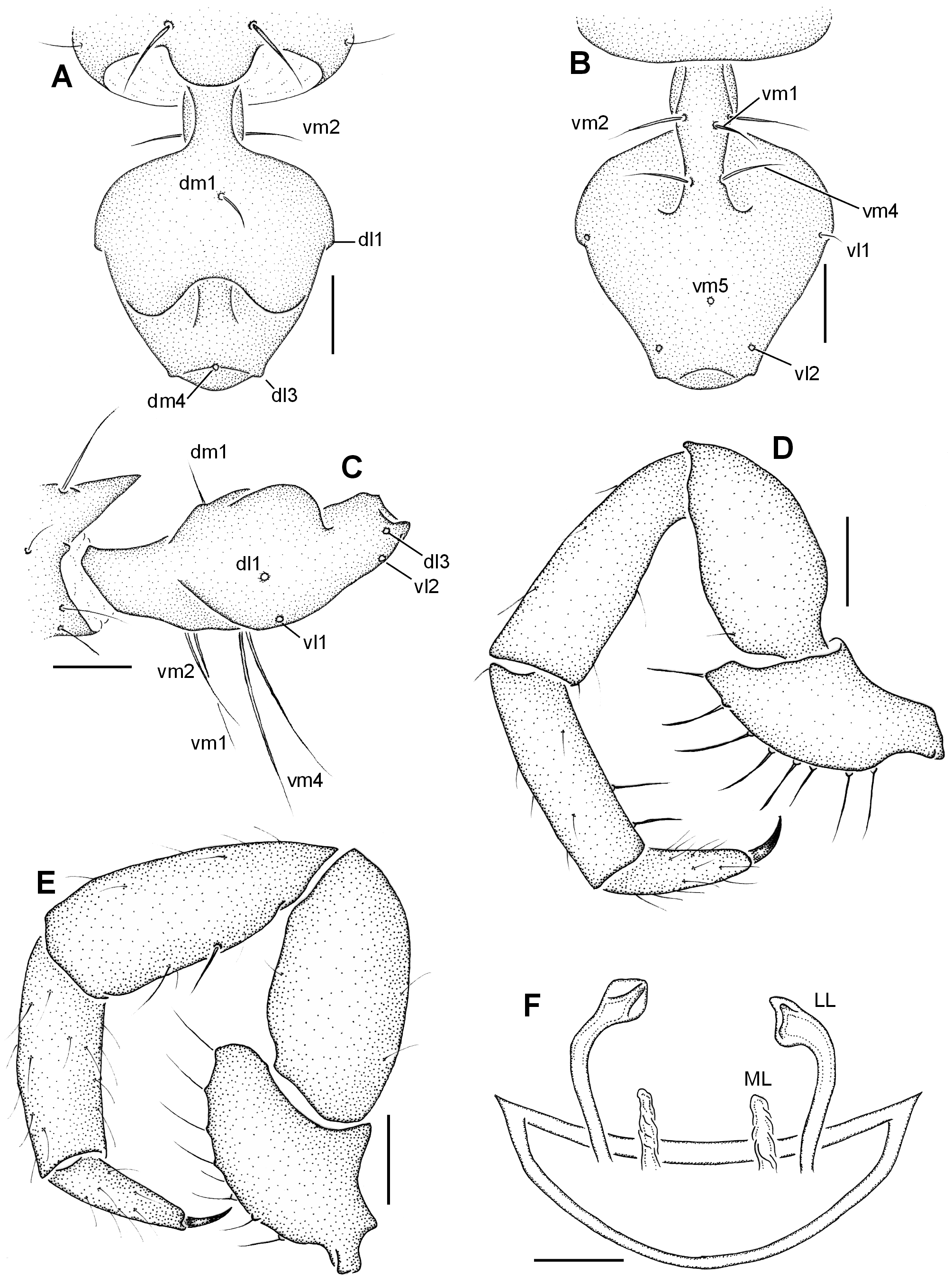
Rowlandius ubajara の雄の尾節（A-C）、触肢（D-E）と雌の生殖器（F）

後体は楕円形で12節からなり、前体とつながる第1節はやや狭まる（腹柄）。次の第2節は生殖口蓋と1対の書肺をもつ。サソリモドキとは異なって第3節は書肺を欠如しており、これは二次的退化による結果と考えられる。末端の3節（尾部）は短い環状で細くなり、短い尾節を持つ。和名は尾節の形状が灸（やいと）に似ていることに由来する。
性的二形は尾節から明瞭に見られる。雌の尾節は単純の短い糸状で3-4節に分かれるが、雄の尾節は特殊化して節に分かれていない。一部の種類では、雌に比べて雄の触肢は明らかに長くなる個体をもつ。

## 習性
肉食性。湿度が高くて暗い場所を好み、落ち葉や石の下、洞窟内などで生息する。
配偶行動としては、婚姻ダンスを行うものが知られている。雌は雄の尾節に掴まり、前後につながって移動し、雄が地上においた精包を受け取る。産卵時には雌は地中に小さな穴を掘って潜り、卵を腹につけて孵化まで保護する。

## 分布と分類
世界の熱帯を中心に広く分布する。日本では琉球列島にヤイトムシ、ウデナガヤイトムシ、大東諸島にダイトウヤイトムシ、小笠原諸島にサワダムシを産する。台湾ではダイトウヤイトムシに近縁とされるヤマサキヤイトムシが分布する。

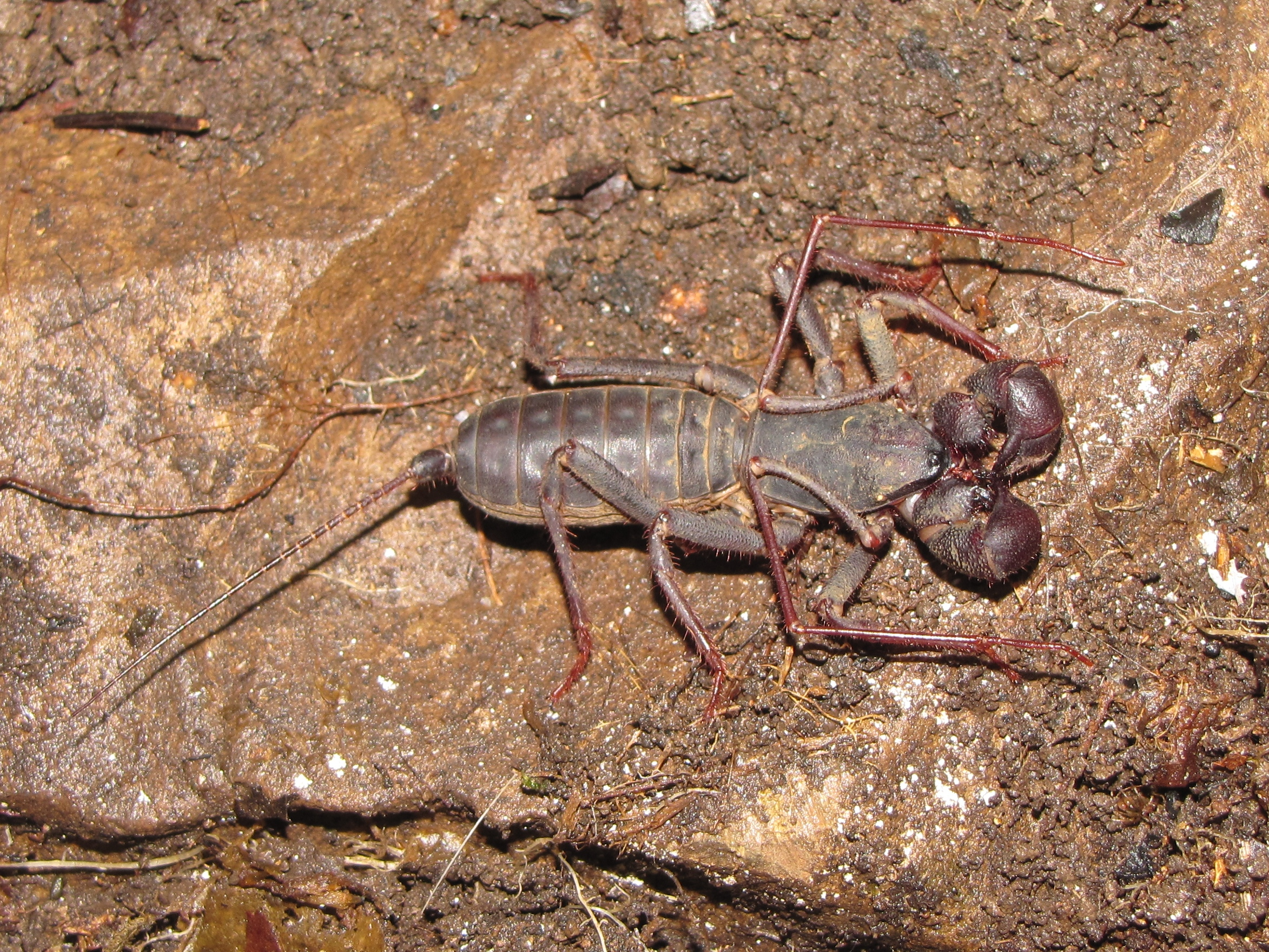
サソリモドキ

クモガタ類の中で、ヤイトムシとサソリモドキは近縁であり、かつてヤイトムシがサソリモドキと同じ目に含まれる時期もあった（有鞭類#定義の変遷、およびサソリモドキ#呼称も参照）。この2群は、形態と繁殖行動に少なからぬ共通点をもち、まとめて有鞭類（Uropygi）を構成する。

### 下位分類
現生2科と、化石種からなる絶滅科から知られている。
- ケリヤイトムシ科 Calcitronidae†
- ヤイトムシ科 Hubbardiidae（＝Schizomidae）
- ムカシヤイトムシ科 Protoschizomidae

### 日本に分布する種
日本では、南西諸島と小笠原諸島にヤイトムシ科3属4種を産する。
- ハナレヤイトムシ属 Apozomus
  - Apozomus sauteri ザウターヤイトムシ（ヤイトムシ）
  - Apozomus daitoensis ダイトウヤイトムシ
- ウデナガヤイトムシ属 Bamazomus
  - Bamazomus siamensis ウデナガヤイトムシ
- オガサワラヤイトムシ属 Orientzomus
  - Orientzomus sawadai オガサワラヤイトムシ（サワダムシ）

## 参考画像

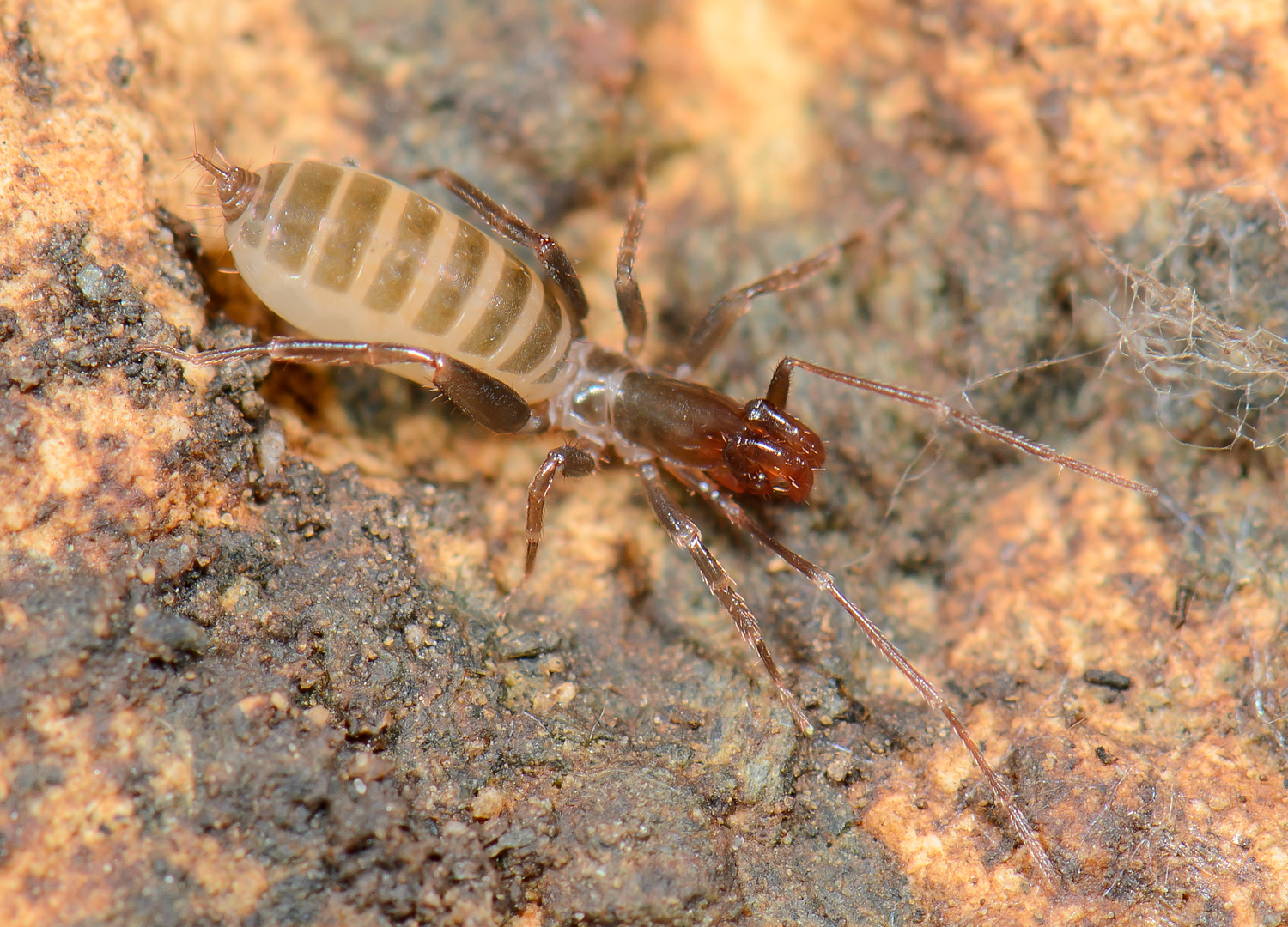
Hubbardia briggsi（雌）
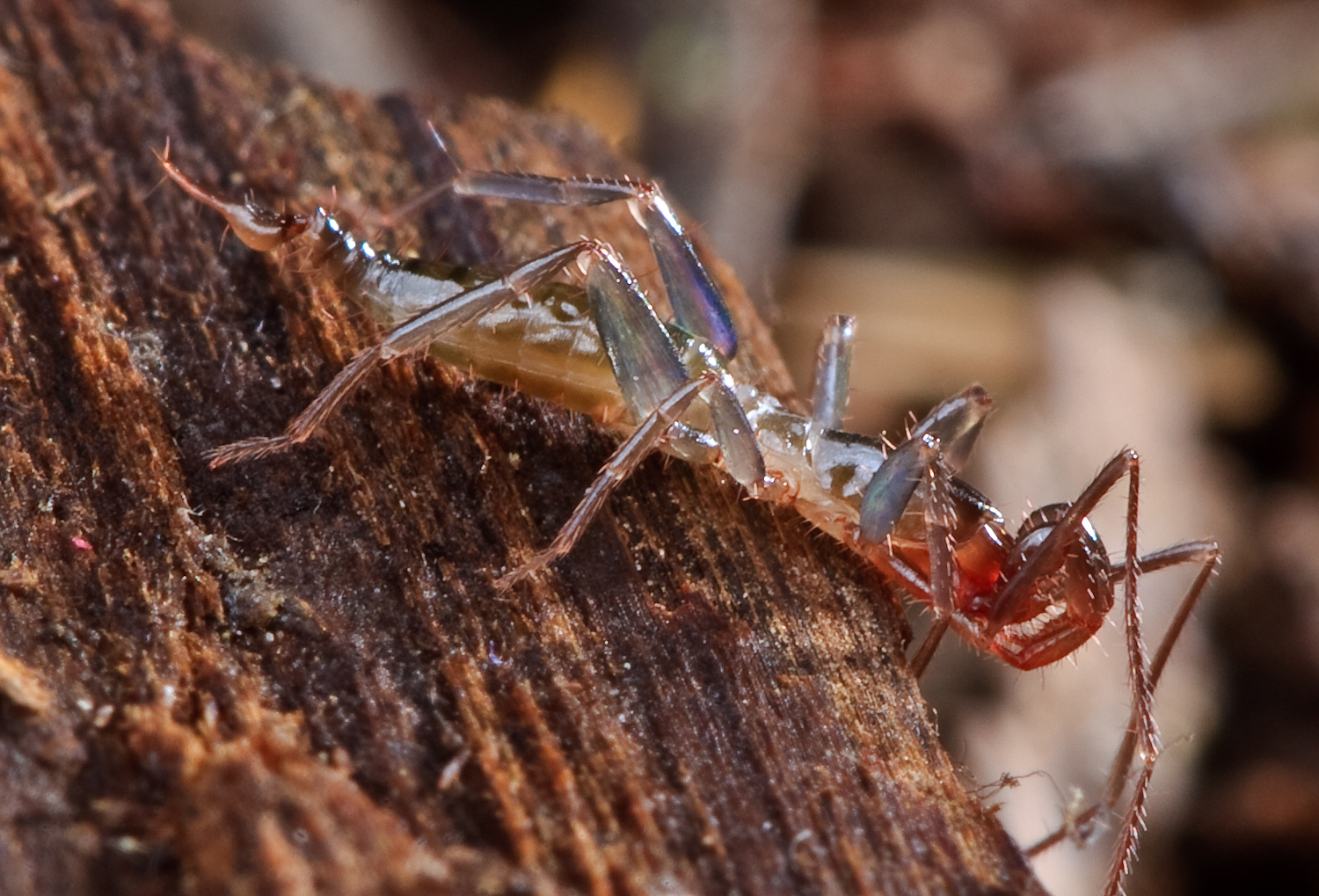
Hubbardia pentapeltis（雄）
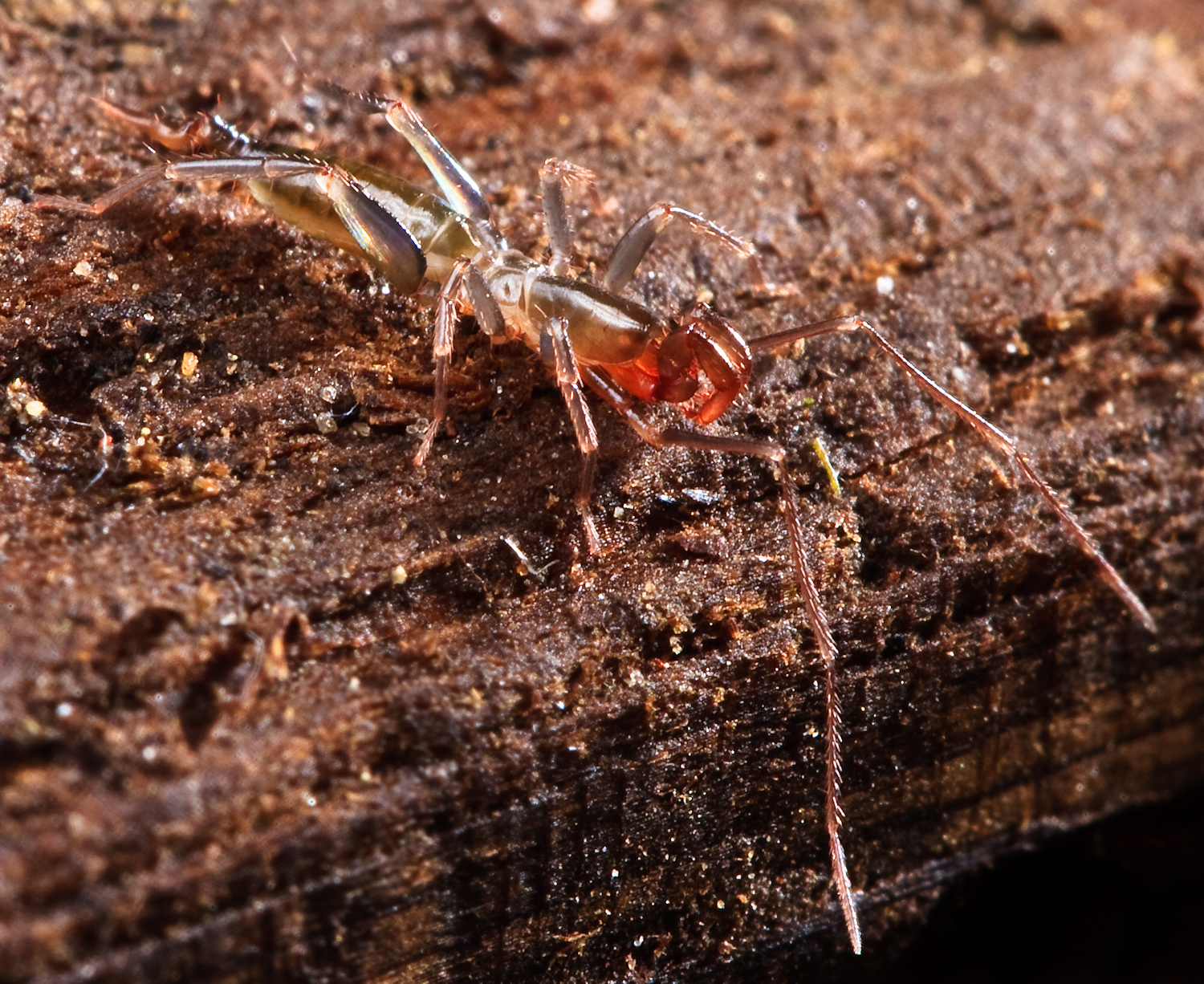
Hubbardia pentapeltis（雄）
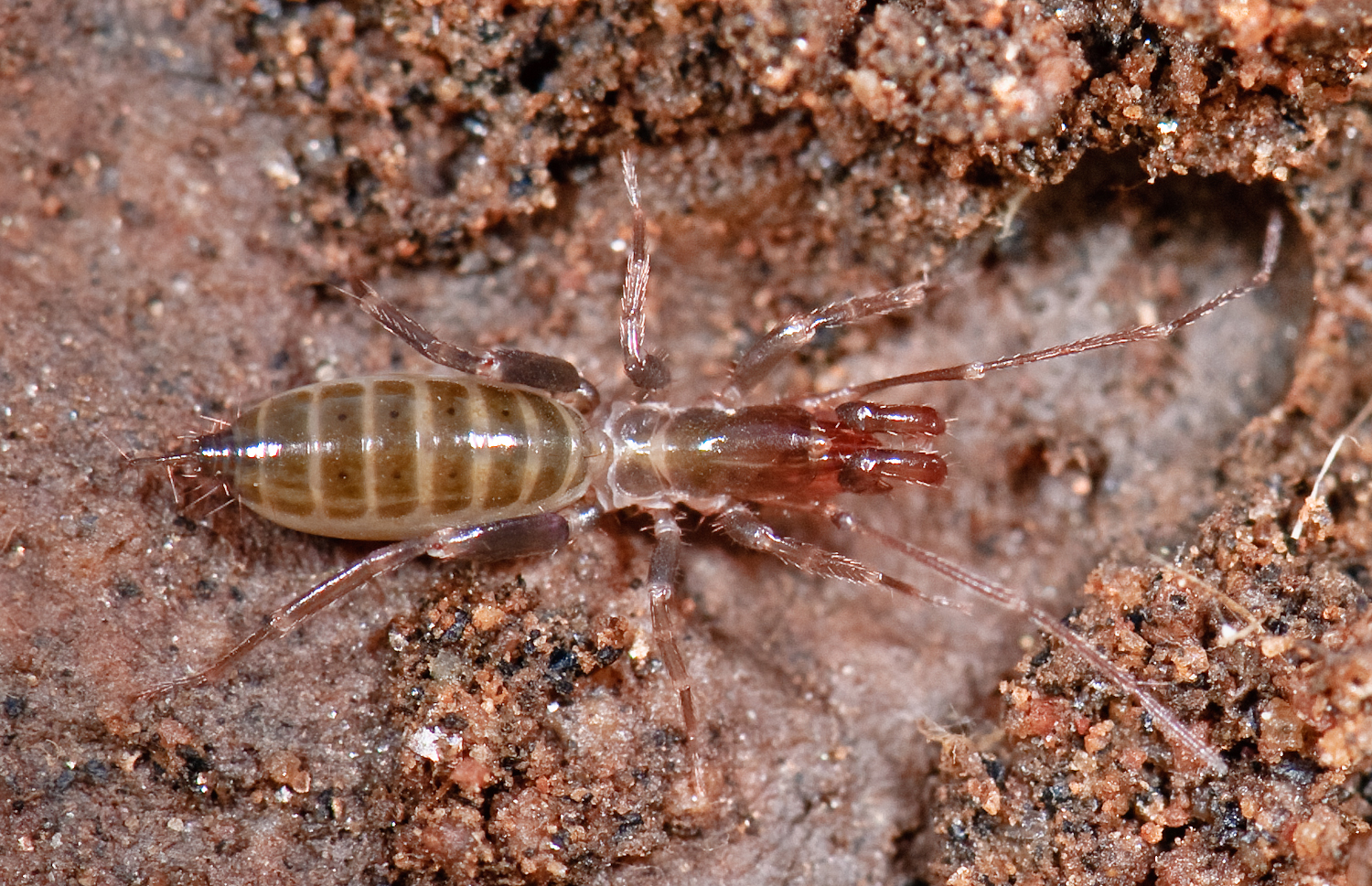
Hubbardia pentapeltis（雌）
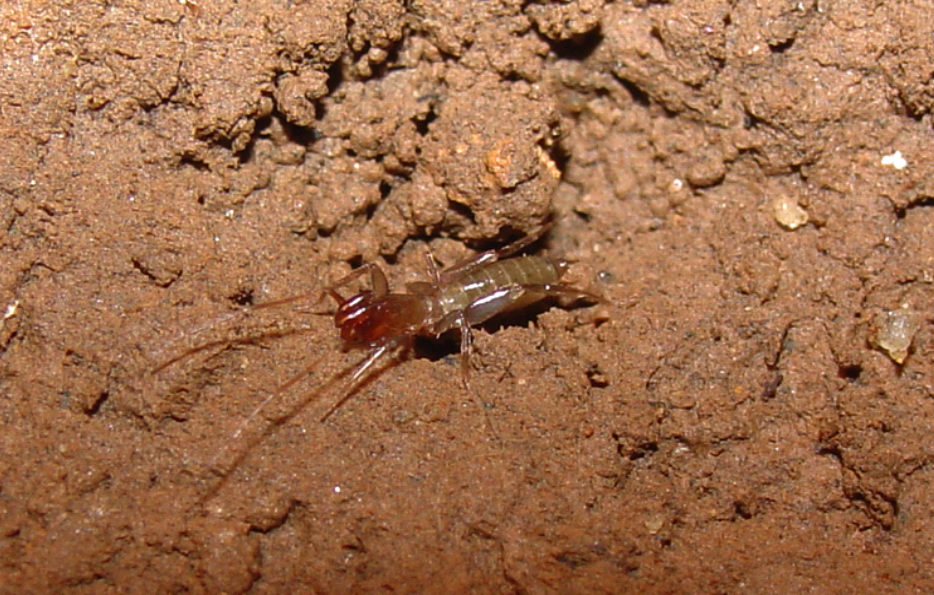
Rowlandius ubajara（雌）

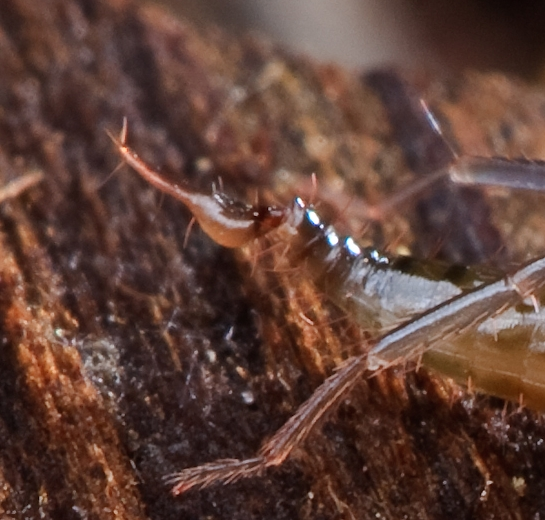
Hubbardia pentapeltis の雄の尾節

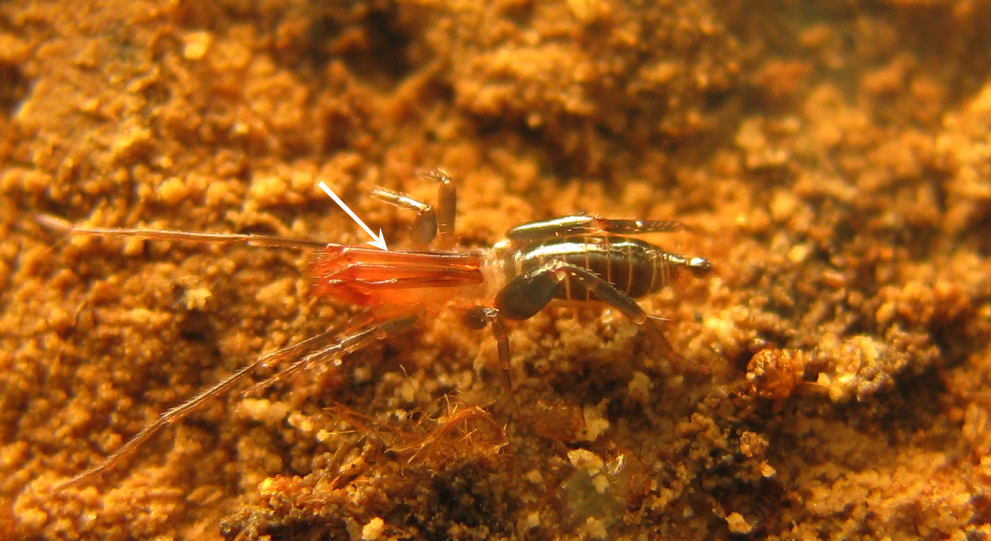
Rowlandius potiguar（雄）